# El Frasno
El Frasno è un comune spagnolo di 547 abitanti situato nella comunità autonoma dell'Aragona.